# Cinnamomum appelianum
Cinnamomum appelianum är en lagerväxtart som beskrevs av Schewe in Hand.-mazz.. Cinnamomum appelianum ingår i släktet Cinnamomum och familjen lagerväxter. Inga underarter finns listade i Catalogue of Life.